# Шамарин, Андрей Васильевич
Андрей Васильевич Шамарин (1904—1994) — начальник Управления НКВД Кемеровской области, генерал-майор (1945).

## Биография
С 1920-х — в ОГПУ Сибири, член ВКП(б) с 1925. В 1932 — оперуполномоченный Особотдела Омского оперативного сектора. В 1937—1939 — в Дорожно-транспортном отделе НКВД Томской железной дороги. В 1941 — начальник Контрразведывательного отдела УНКВД по Новосибирской области. В 1943—1948 — начальник Управления НКВД—МВД по Кемеровской области. С декабря 1947 — депутат Кемеровского областного совета. В 1948—1949 — начальник Вытегорского исправительно-трудового лагеря Главного управления строительства гидротехнических сооружений МВД СССР в Вологодской области. В 1949—1950 — начальник Калачевского исправительно-трудового лагеря Главного управления строительства гидротехнических сооружений МВД СССР. В марте-сентябре 1950 — заместитель начальника строительства № 994 и исправительно-трудового лагеря ГУЛПС. В 1951—1953 — заместитель начальника исправительно-трудового лагеря и строительства железных рудников ГУЛПС в Красноярском крае). В апреле 1953 — исполняющий обязанности начальника исправительно-трудового лагеря и строительства железных рудников Министерства юстиции СССР в Красноярском крае. С мая 1953 — начальник Полянского исправительно-трудового лагеря МВД СССР в Красноярском крае. С января 1954 — в запасе.

## Звания
- капитан государственной безопасности;
- полковник государственной безопасности;
- 14.12.1944, комиссар государственной безопасности;
- 09.07.1945, генерал-майор.

## Награды
- Ордена;
- Медали.